# 연꽃소류지
연꽃소류지는 부산광역시 금정구 선두구동에 있는 저수지로 1827년(순조 27)에 두구동 지역의 가뭄 해소를 위해 축조되었다. 그 면적은 7828m2로 두구동에 거주하던 한 주민이 1995년 연꽃 씨앗을 파종한 이후 자연적으로 번식되어 현재에 이르렀고, 2003년 4월 금정구에서 부곡2동 수도사 주지 정행스님의 순수 재래종 백련 뿌리를 제공받아 소류지 일부에 식재하였다. 7월～9월 중에는 홍련과 백련이 꽃을 피어 장관을 이루며 백련은 일시에 피지 않고 석달 동안 계속해서 피고 진다.